# Erwitte
Erwitte je historické okresní město v Německu, v Severním Porýní-Vestfálsku a v zemském okrese Soest, ležící mezi Lippstadtem a Soestem, 8 km jižně od Lippstadtu  a 15 km východně od Soestu. Poznávacím znamením města je historického centra je věž kostela sv. Vavřince.

## Administrativní členění
Město po vládní reformě z roku 1975 tvoří historické centrum a 14 připojených obcí (v závorce počet jejich obyvatel k 31.12.2022):
- Erwitte (6510 obyvatel)
- Eikeloh (518)
- Merklinghausen/Wiggeringhausen (179)
- Horn-Millinghausen (894)
- Berenbrock (309)
- Seringhausen (65)
- Stirpe (1079)
- Ebbinghausen (201)
- Böckum (209)
- Völlinghausen (811)
- Schallern (291)
- Norddorf (159)
- Schmerlecke (732)
- Weckinghausen (67)
- Bad Westernkotten (4097)

## Historie
Osídlení oblasti Soester Börde je doloženo od pravěku, souvisle od doby bronzové.
První písemná zmínka pochází z roku 836 v listině kláštera v Corvey. Kostely sv. Vavřince v Erwitte a sv. Petra v Geseke byly jediné známé farnosti mezi Soestem a Paderbornem. Teprve v letech 2021-2023 byly východně od Erwitte ve čtvrti Eikeloh odkryty základy 30 metrů dlouhého kamenného kostela z počátku 10. století, který vznikl na místě staršího statku, ale byl pravděpodobně zbořen ve 12. století.
Erwitte se pro svou polohu na křižovatce Hellweg a Lipperweg stalo místem pobytu několik králů a císařů. Císař Jindřich I. při pobytu na zdejším hradě v roce 935 vydal různé dokumenty. Císař Jindřich II. daroval biskupu Meinwerkovi z Paderbornu v této oblasti nemovitosti. Konrád II. daroval roku 1027 královskou kurii (dvůr) v Erwitte diecézi Paderborn. Ke královskému dvoru patřila kaple, nejstarší svatyně v této oblasti. Kostel sv. Vavřince byl podřízen kolínskému arcibiskupovi, a ten klášteru sv. Patrokla v Soestu.
Ve středověku zde sídlili významné šlechtické rody, mj. pánové z Erwitte. Trh existoval již v roce 1027. Erwitte se ale ve středověku nevyvinulo v město v právním smyslu.
Mezi církevní správou Erwitte v Kolíně nad Rýnem a v Paderbornu docházelo často ke kontroverzím. V 17. století se šlechtickému rodu Landsbergů v Erwitte podařilo sjednotit jak kurfiřtský kolínský úřad, tak dědičný královský dvorní okres Erwitte-Westerkottenu. rodina Droste přestavěla hrad na zámek.
Při honech na čarodějnice kolem roku 1630 vedl procesy v Erwitte komisař Heinrich Schultheiss, na něhož si Westerkötterové stěžovali, že „popravy a vyhlazování čarodějnic provádí příliš shovívavě“. 
Teprve poté, co cementářský průmysl zaznamenal ve 20. letech 20. století hospodářský vzestup, bylo Erwitte v roce 1936 povýšeno na město.
Za nacistické éry byl zámek sídlem říšského výcvikového tábora NSDAP. Jeho emblém tam zůstal dosud.

## Památky
- Kostel sv. Vavřince (Sankt Laurentius Kirche), založený při misii v 8.-9. století; románská sloupová bazilika s příčnou lodí a půlkruhovým závěrem, z architektonické plastiky se dochoval tympanon portálu s archandělem Michalem bojujícím s hydrou a přihlížejícím svatým Vavřincem, z druhého portálu zůstala jen hlava donátora (?). Dřevěný románský krucifix a pozdně gotická socha Panny Marie ve slunci jsou zavěšeny v interiéru; renesanční pieta na epitafu kanovníka Johanna von Landesberg z roku 1578 (přenesena z Mindenu); některé vitráže jsou gotické, ostatní zařízení z 19.-20. století;[2] Kostel v roce 1710 vyhořel, v roce 1944 byl bombardován, obnoven roku 1959, věž rekonstruována až po požáru z roku 1971.
- Zámek - založen roku 1373 jako vodní hrad, ze středověku se dochovaly základy hranolové věže, od 17. století zámek v majetku hrabat z Landsbergu, naposledy přestavěn v 19. století, nyní adaptovaný na hotel. Navazuje na něj městský park a koupaliště.
- Stará radnice - původně budova soudu, založená roku 1716; jednopatrový podsklepený domek s barokním portálem a valbovou střechou, přestavěný v 19. století, v nice radní síně dochována barokní kamenná socha Spravedlnosti.
- Hrázděné lidové domy
- Větrný mlýn v obci Schmerlecke
- Židovský hřbitov v Erwitte a v místní části Horn

## Hospodářství
Město je průmyslové, kromě tří cementáren a strojírenských závodů je sídlem firmy Heimeier Metallwerk, vyrábějící topné systémy.

## Partnerská města
- Aken, Německo (od 1991)

## Galerie

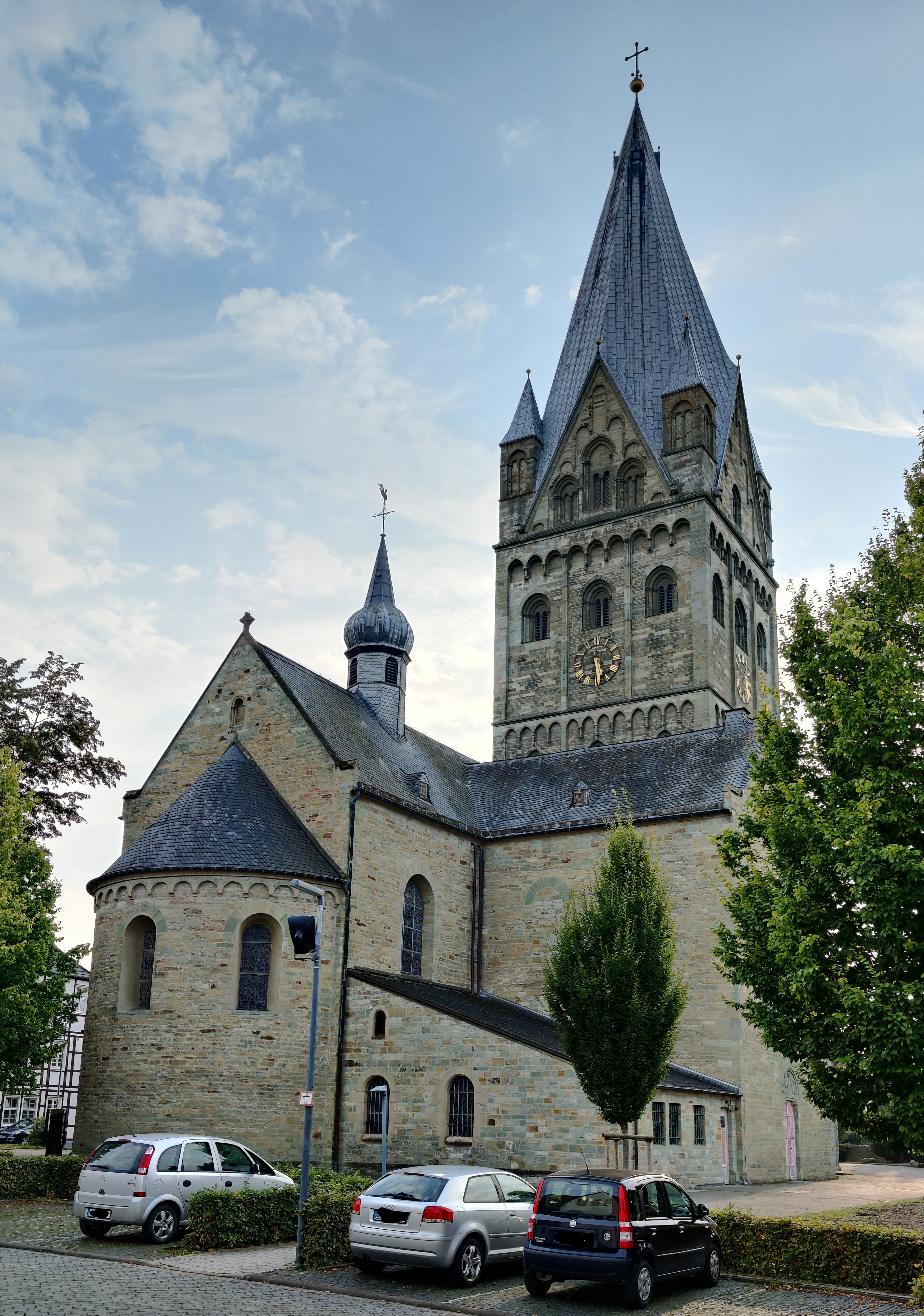
Kostel sv. Vavřince
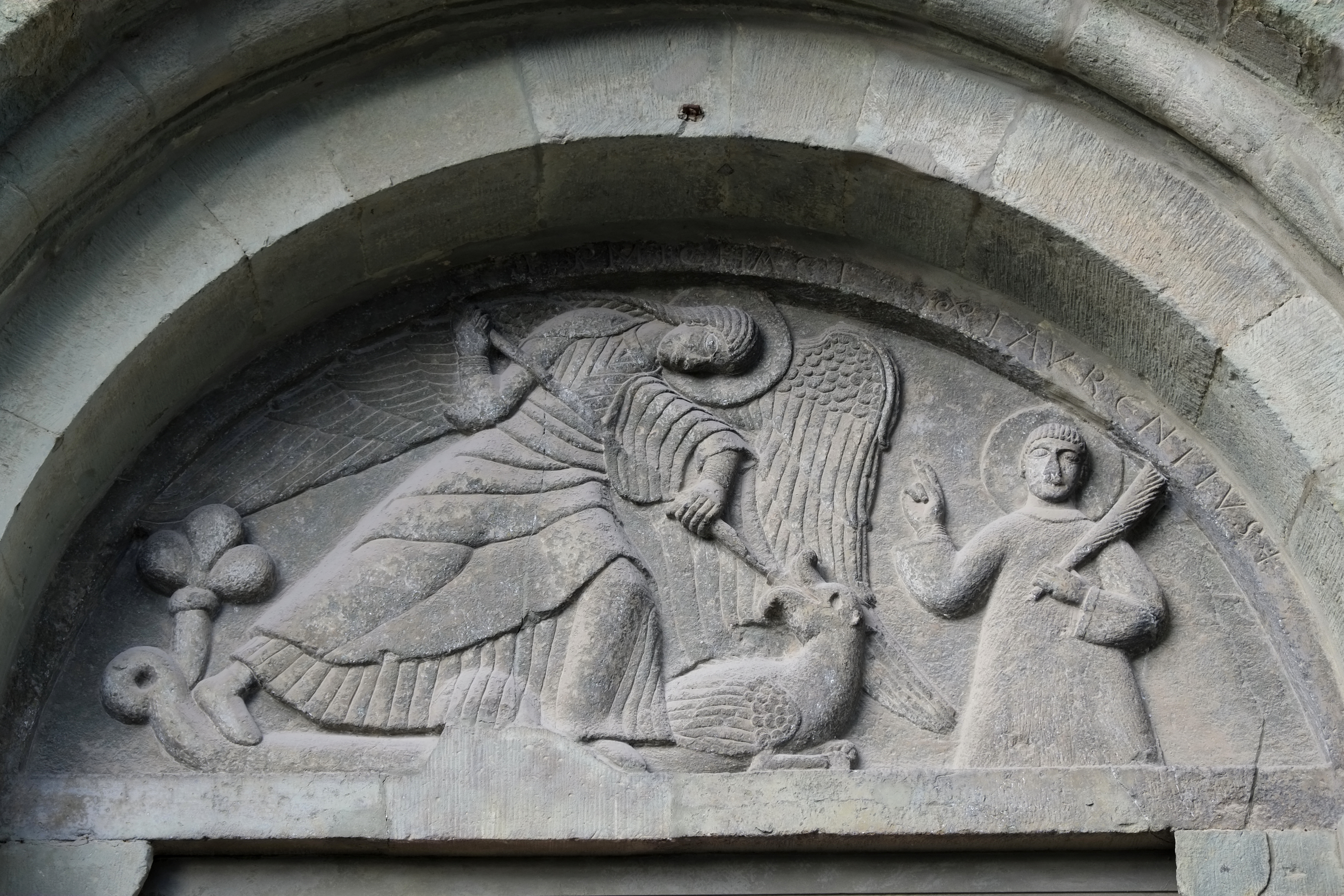
Románský portál sv. Vavřince
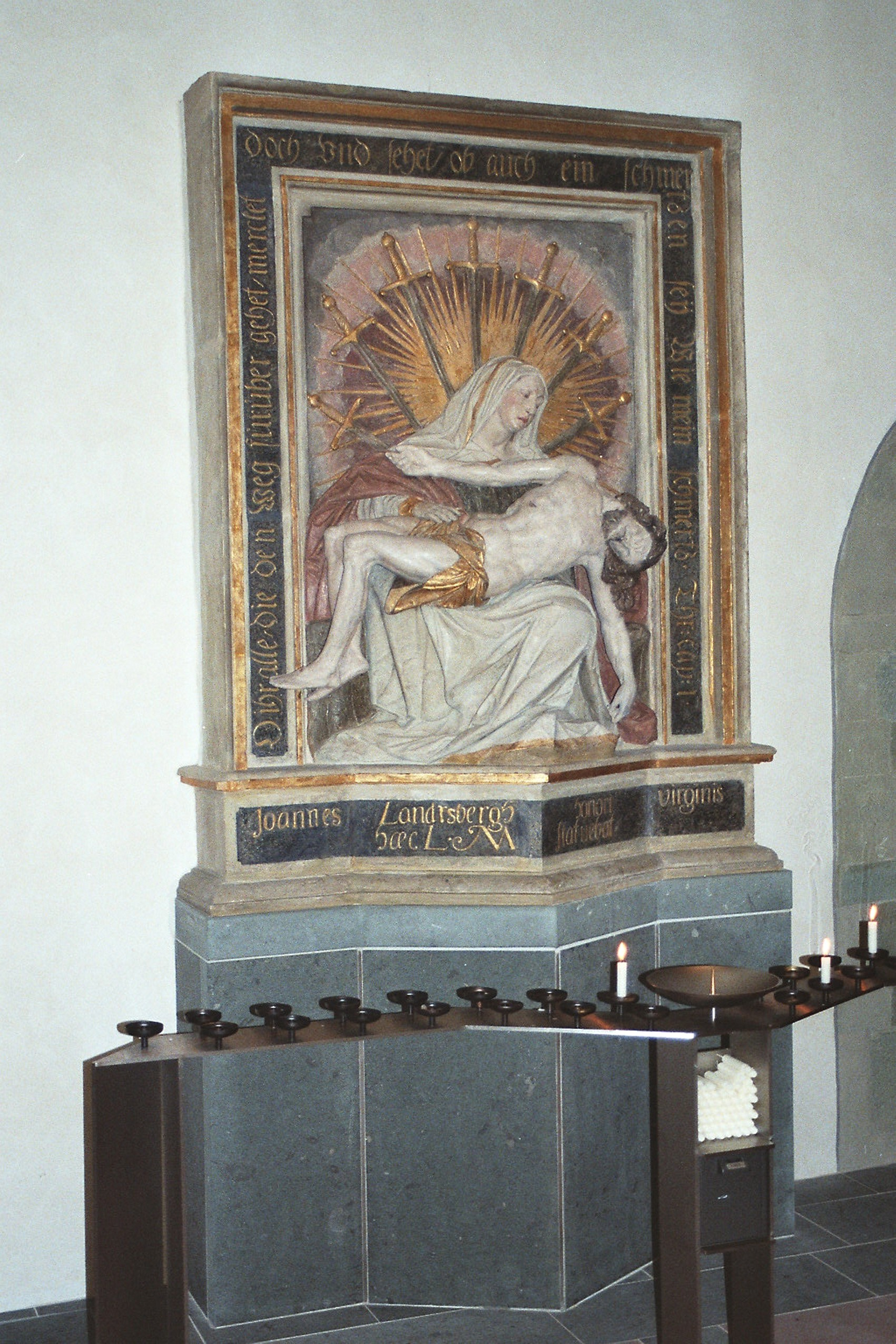
Renesanční pieta
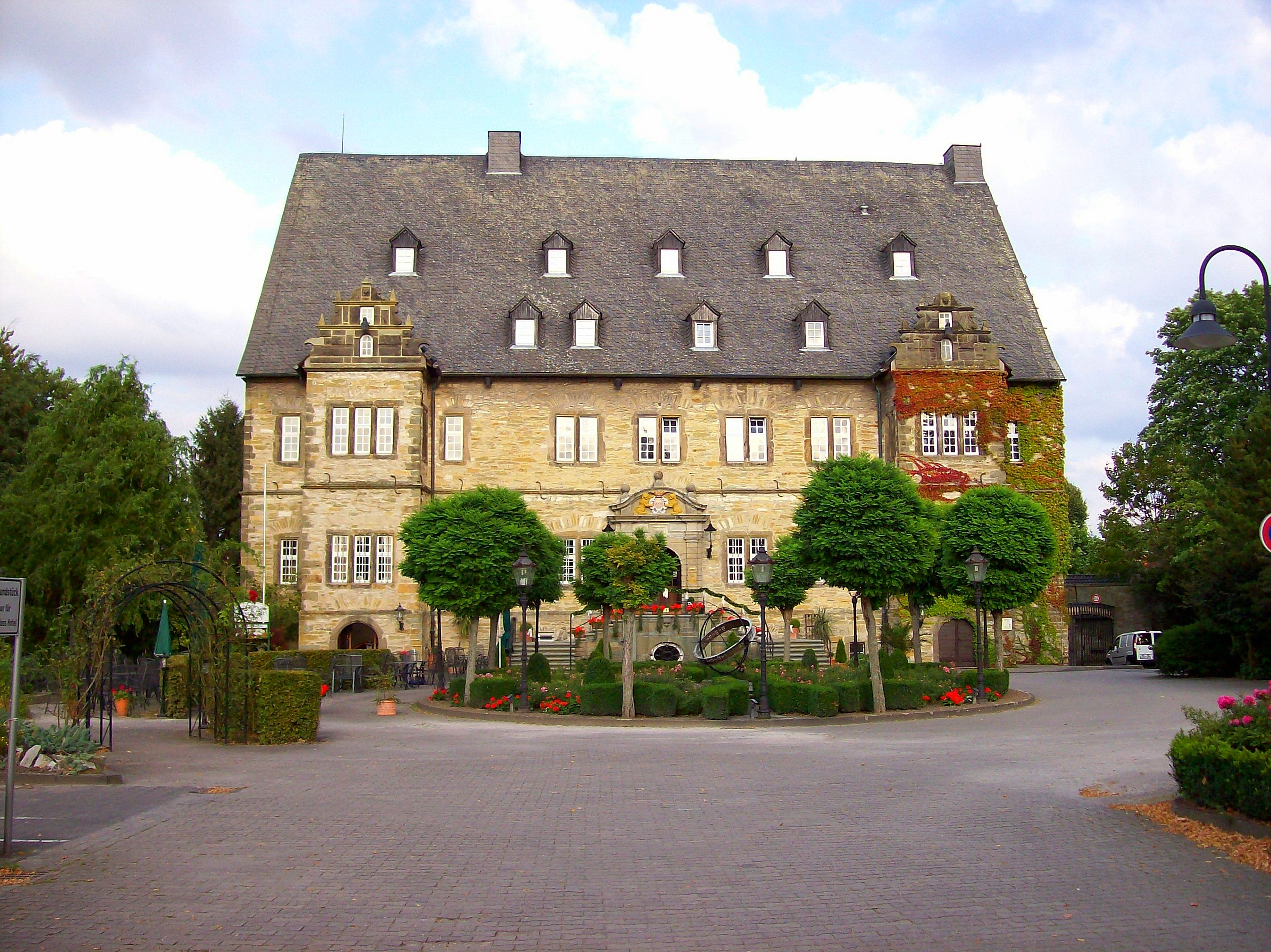
Zámek
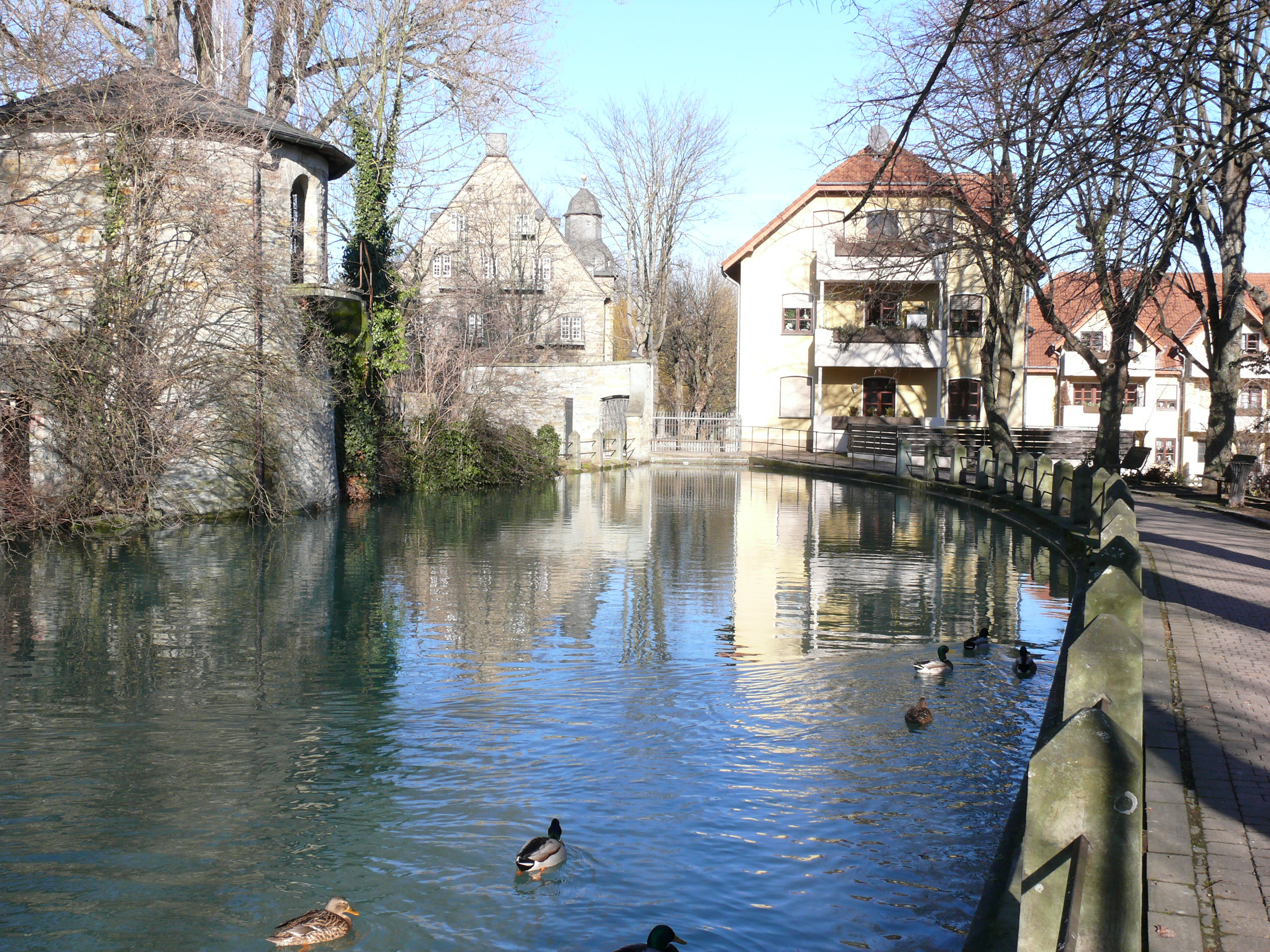
Zámecký a městský park
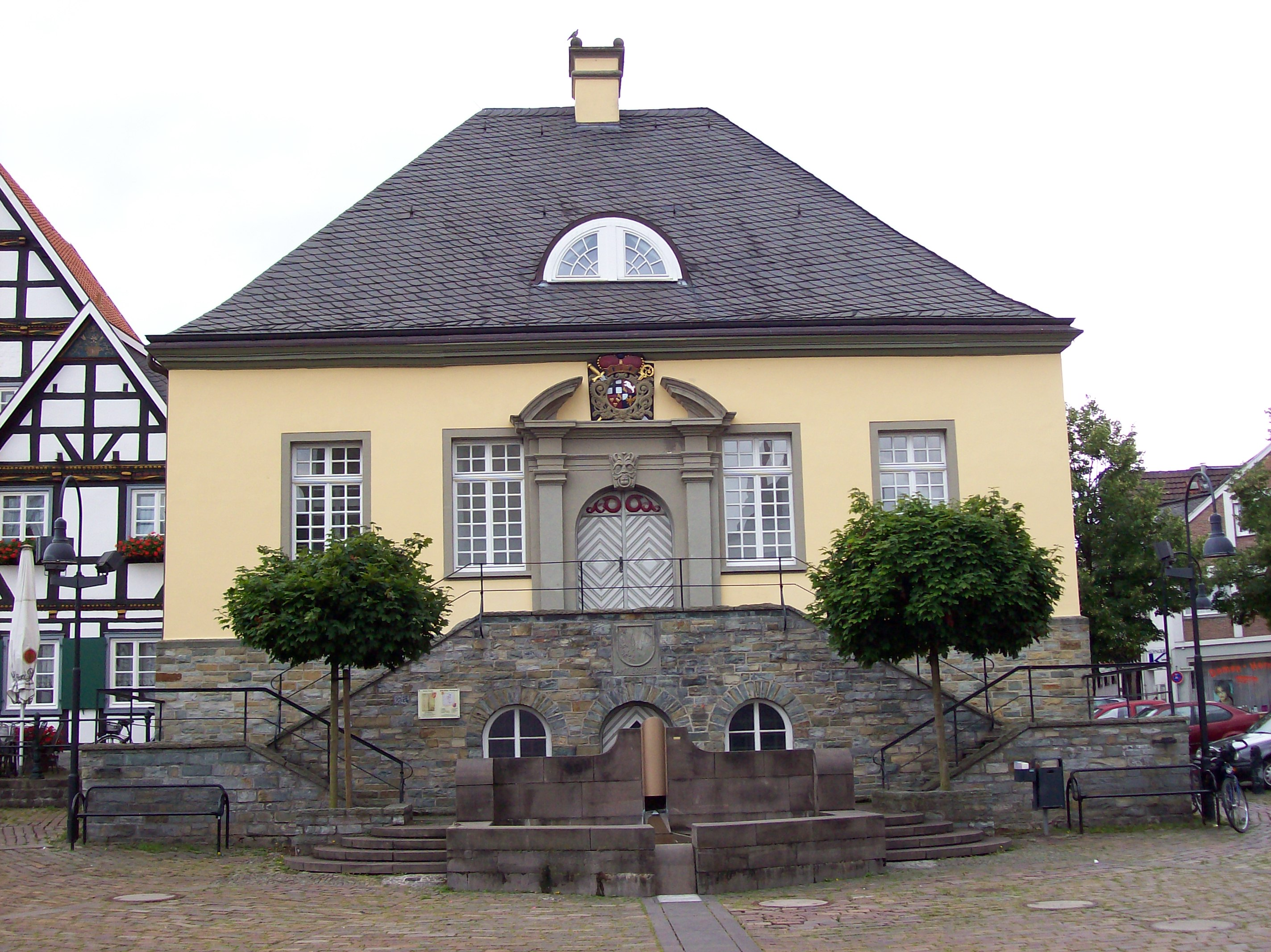
Stará radnice
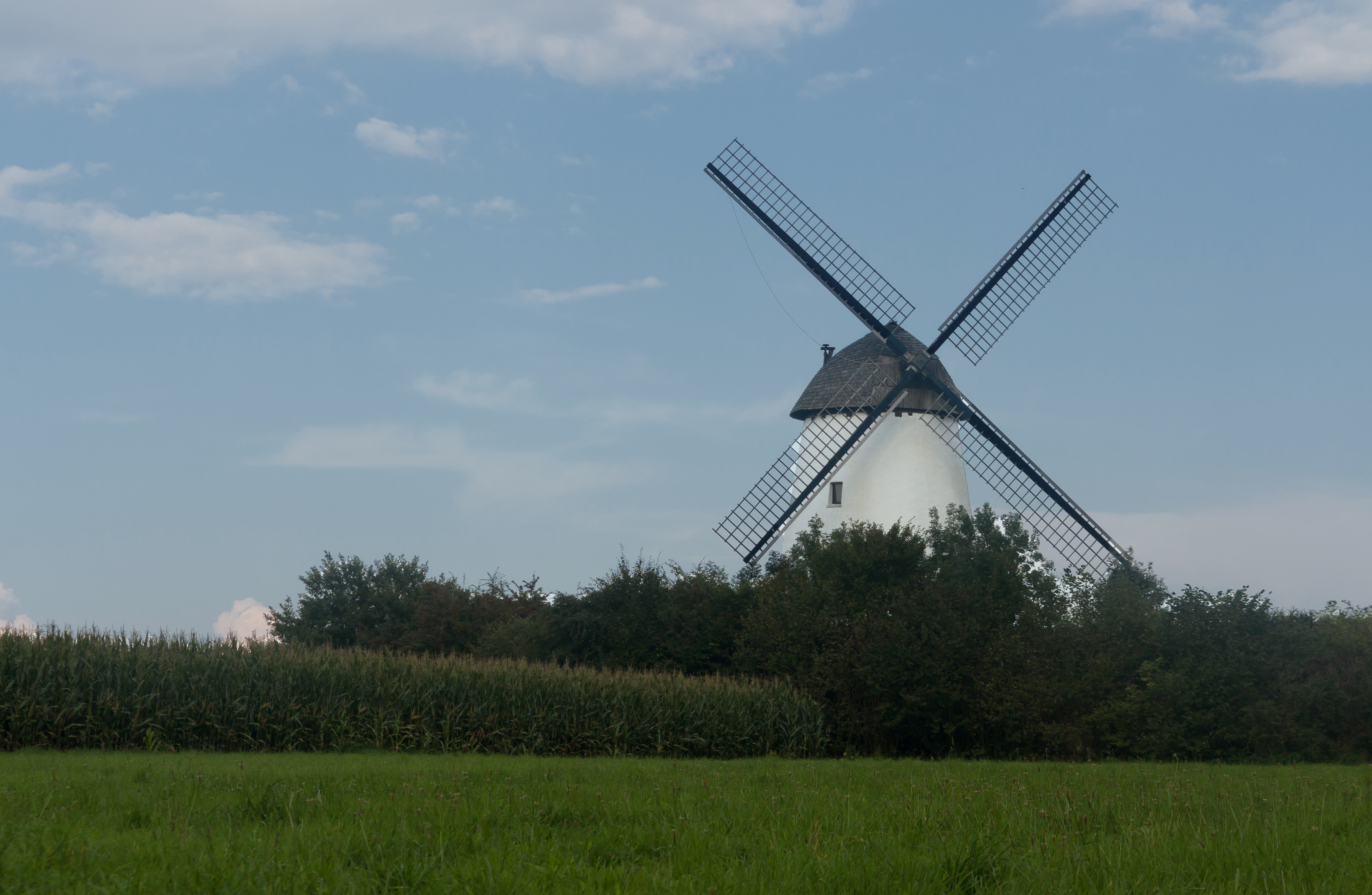
Větrný mlýn